# Shaigiri
Der Shaigiri ist ein Berg im Westhimalaya im pakistanischen Sonderterritorium Gilgit-Baltistan.

## Lage
Der 6290 m (nach anderen Quellen 6245 m) hohe Berg liegt im Süden des Nanga-Parbat-Massivs. Der Nanga Parbat befindet sich 15,84 km nordnordöstlich des Shaigiri. Der Shaigirigletscher strömt entlang der Nordflanke des Berges dem Rupalgletscher zu. Im Süden befindet sich der Ghughuelgletscher und jenseits diesem der 5860 m hohe Chiche Peak. 2,92 km nordnordwestlich des Shaigiri erhebt sich der 5971 m hohe Schlagintweit Peak. Zum 8,5 km nordöstlich gelegenen Rupal Peak führt ein Bergkamm.

## Besteigungsgeschichte
Die Erstbesteigung des Shaigiri fand höchstwahrscheinlich im Jahr 1988 von der Nordseite her durch die Kanadier Barry Blanchard, Kevin Doyle und Ward Robinson statt.